# Čtvrtá hodnotící zpráva IPCC
Čtvrtá hodnotící zpráva IPCC, neboli the Fourth Assessment Report (AR4) Mezivládního panelu pro změnu klimatu (IPCC), nazvaná Climate Change 2007, je čtvrtou ze série zpráv, určených ke zhodnocení dostupných vědeckých a socio-ekonomických informací o klimatické změně, jejích potenciálních dopadech, možnostech adaptace na ni a její mitigace. Zpráva je zatím nejdelším a nejpodrobnějším shrnutím situace probíhající klimatické změny, které kdy bylo podniknuto. Je vytvořena tisíci autory, editory a hodnotiteli z desítek zemí, a cituje více než 6 000 vědeckých studií.
Tato zpráva nahradila Třetí hodnotící zprávu (2001), a sama byla posléze nahrazena Pátou hodnotící zprávou (2013–2014).
Titulním nálezem zprávy bylo: "oteplování klimatického systému je nevyvratitelné" a „většina pozorovaného nárůstu světových průměrných teplot od poloviny 20. století je velmi pravděpodobně důsledkem pozorovaného nárůstu antropogenních koncentrací skleníkových plynů“.

## Sekce
Zpráva byla vydána ve čtyřech hlavních sekcích:
- Příspěvek Pracovní skupiny I (WGI): Klimatická změna 2007: Vědecké podklady.[1]
- Příspěvek Pracovní skupiny II (WGII): Klimatická změna 2007: Dopady, adaptace a zranitelnost.[2]
- Příspěvek Pracovní skupiny III (WGIII): Klimatická změna 2007: Mitigace klimatické změny.[3]
- Příspěvek Pracovních skupin I, II, and III: Souhrnná zpráva (SYR).[4]